# 政党助成法
政党助成法（せいとうじょせいほう、平成6年2月4日法律第5号）は、国が政党に対し政党交付金による助成を行うことに関する日本の法律である。
所管官庁は、総務省自治行政局選挙部政治資金課である。

## 概説
リクルート事件やゼネコン汚職事件などの汚職事件で、企業などから政治家への資金提供が問題視されたため、企業、労働組合、団体などから政党、政治団体への政治献金を制限する代わりに、政党に対し国が助成を行うことを目的に制定された。政治改革四法のひとつ。

政党交付金を受ける政党は、政党法人格付与法に基づいて登記を行い、法人格を持たなければならない。

## 内容
- 第1章 総則 （第1条から第4条）
- 第2章 政党の届出 （第5条から第6条）
- 第3章 政党交付金の算定等 （第7条から第13条）
- 第4章 政党交付金の使途の報告 （第14条から第20条）
- 第5章 政党の解散等に係る措置 （第21条から第30条）
- 第6章 報告書等の公表 （第31条から第32条の2）
- 第7章 政党交付金の返還等 （第33条から第34条）
- 第8章 雑則 （第35条から第42条の2）
- 第9章 罰則 （第43条から第48条）